# Baby I Need Your Loving
«Baby I Need Your Loving» — пісня гурту « Four Tops», випущена 1971 року.
Вийшла в альбомі «Four Tops», а також як сингл.
Потрапила до Списку 500 найкращих пісень усіх часів за версією журналу «Rolling Stone».